# Septička jama
Septička jama je nepropusna i zatvorena posuda, zidana ili betonska jama koja služi skupljanju fekalija iz kuća ljudi.
Ovisno o zemljopisnom položaju i blizine vodenih tokova mogu se raditi emšerske septičke jame u kojima se odvajaju čvrsti dijelovi fekalija kroz strme strane taložnika u trulište.  
Talog u trulištu se ispušta kroz cijev u okno iz kojeg se odnosi.
Ovakve jame imaju prednost jer se izbistrena tekućina neposredno izvodi izvan jame u veće tokove prije nego bude zahvaćena truljenjem. Primjena ovakvih bunara podrazumijeva djelomično pročišćavanje.
Tamo gdje nema većih vodenih tokova voda se iz taložnika mora biološki očistiti i može se pustiti da otječe u manje vodene tokove ili da ponire u teren. Takva voda je prikladna i za navodnjavanje.